# Alexeï Iekimov
Alexeï Ivanovitch Iekimov ou Ekimov (en russe : Алексей Иванович Екимов) est un physicien russe né le 28 février 1945. Il est spécialisé dans le domaine des semi-conducteurs colloïdaux connus sous le nom de boîtes quantiques. Il est lauréat du prix Nobel de chimie 2023 pour ces découvertes aux côtés de Louis E. Brus et Moungi G. Bawendi.

## Sources
1. ↑  « Prix Nobel de Chimie 2023 : les chercheurs Moungi Bawendi, Louis Brus et Alexei Ekimov récompensés », Libération,‎ 4 octobre 2023 (lire en ligne, consulté le 4 octobre 2023).